# Chiềng Pằn
Chiềng Pằn est une commune rurale, située dans le district de Yên Châu (province de Sơn La, Viêt Nam).

## Géographie

### Localisation
La commune se situe sur la route nationale 6. Elle est bordée au nord par les communes de Chiềng Đông et Sặp Vạt,  l'est par la commune de Viêng Lán, au sud par les communes de Phiêng Khoài et Yên Sơn et à l'ouest par les communes de Chiềng Sàng et Chiềng Đông.

### Géographie physique
Chiềng Pằn a une superficie de 39,76 km2 (selon le ministère de l'Information et des Communications, la superficie serait de 39,28 km2).

### Subdivisions
La commune se subdivise en dix villages.
| Numéro | Nom          | Population (2012) | Ethnie majoritaire | Distance du centre communal |
| ------ | ------------ | ----------------- | ------------------ | --------------------------- |
| 1      | Ngùa         | 628               | Thaïs              | 2,5 km                      |
| 2      | Boong        | 575               | Thaï               | 1km                         |
| 3      | Chiềng Thi   | 299               | Kinh               | 1,5 km                      |
| 4      | Thồng Phiêng | 230               | Thaï, Kinh         | 0,3 km                      |
| 5      | Chiềng Phú   | 338               | Kinh               | 1,5 km                      |
| 6      | Sốp Sạng     | 445               | Thaï               | 2 km                        |
| 7      | Na Xanh      | 264               | Thaï               | 2 km                        |
| 8      | Phát         | 389               | Thaï               | 3 km                        |
| 9      | Tô Pang      | 490               | Thaï               | 3 km                        |
| 10     | Thàn         | 249               | Khmu               | 3 km                        |

## Politique
Le code administratif de la commune est 04072.

## Démographie
La population se divise en quatre groupes ethniques : Kinh, Thaï et Khmu.
| 1999  | 2012  | - | - | - | - | - | - | - |
| ----- | ----- | - | - | - | - | - | - | - |
| 3 455 | 4 093 | - | - | - | - | - | - | - |

## Sources
- (vi) Cet article est partiellement ou en totalité issu de l’article de Wikipédia en vietnamien intitulé « Chiềng Pằn » (voir la liste des auteurs).